# Runddysse in der Bjerne Mark

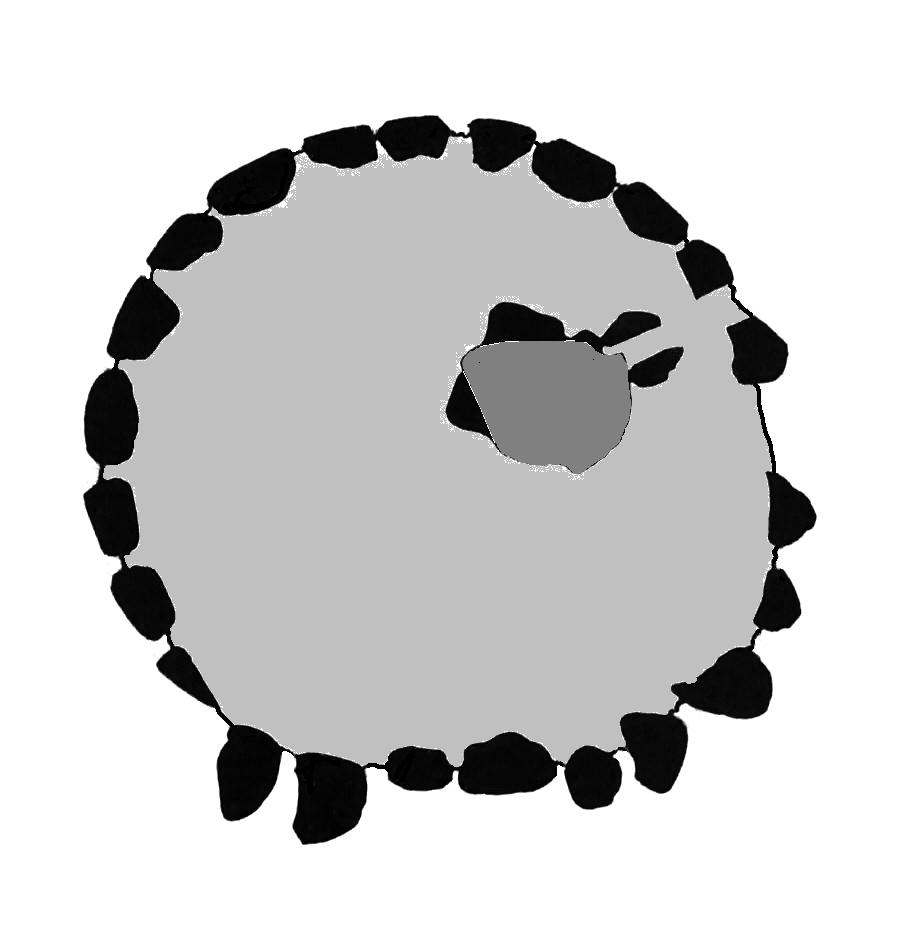
Schema eines Runddysse von oben gesehen

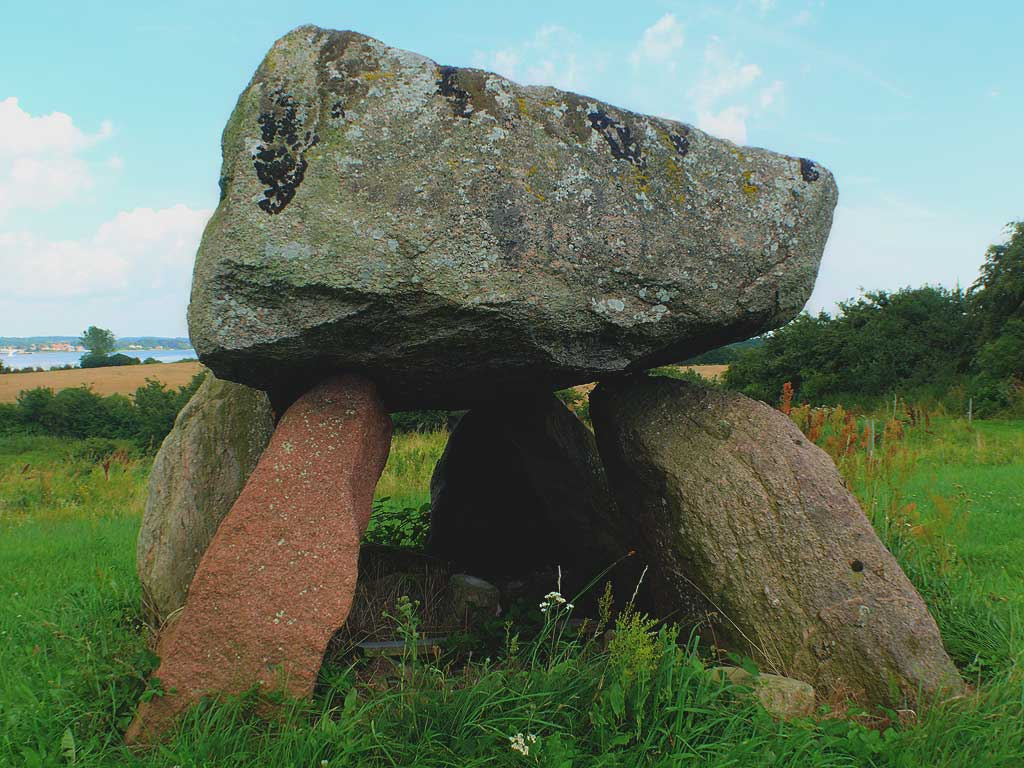
Runddysse in der Bjerne Mark

Der Runddysse in der Bjerne Mark liegt östlich des Bjernevej, nahe Faaborg, auf der Halbinsel Horne Land auf Fünen in Dänemark, mit Blick auf die Bucht nach Faaborg.
Der freistehende, West-Ost orientierte Runddysse mit je zwei Tragsteinen auf der Nord- und Südseite und einem in situ aufliegenden Deckstein hat im Osten einen kleinen Schwellenstein. Der Tragstein im Westen fehlt, wobei die 2,5 × 1,3 m und etwa 1,0 m Höhe messende Kammer ansonsten vollständig ist. Auf dem großen, klobigen Deckstein befinden sich ein paar Schälchen und eine Reihe von Sprenglöchern vom Versuch, den Stein zu zerstören.
In der Nähe liegt das Ganggrab Bjerne Knoldsborg 2.